# Écoulement de Poiseuille
 (juillet 2007).
La forme ressemble trop à un extrait de cours et nécessite une réécriture afin de correspondre aux standards de Wikipédia.

a) Une représentation du tube. b) Une section montrant le profil de l'écoulement. La vitesse est plus faible à mesure qu'on se rapproche des parois du tube.

La loi de Poiseuille, également appelée loi de Hagen-Poiseuille, décrit l'écoulement laminaire (c'est-à-dire à filets de liquide parallèles) d'un liquide visqueux, incompressible, dans une conduite cylindrique. Découverte indépendamment en 1840 par le médecin et physicien français Jean-Léonard-Marie Poiseuille et par l’ingénieur prussien Gotthilf Hagen, elle constitue la première tentative de dépasser la notion de vitesse moyenne d'un écoulement, jusque-là en usage (cf. formules de Chézy et de Prony).
Un écoulement de Poiseuille est un écoulement qui suit une loi de Poiseuille. 
De manière générale, la loi de Poiseuille énonce de façon théorique la relation entre le débit volumique d'un écoulement  {\displaystyle D_{v}} et la viscosité du fluide {\displaystyle \eta }, la différence de pression aux extrémités de la canalisation (notée {\displaystyle \Delta P}), la longueur et le rayon de cette canalisation. Cette relation est vérifiée expérimentalement dans les canalisations de rayons faibles et est souvent utilisée dans les viscosimètres car elle énonce notamment que le débit est inversement proportionnel à la viscosité.
Pour un écoulement dans un tuyau de rayon {\displaystyle R} et de longueur {\displaystyle L}, elle s'exprime : 
{\displaystyle \Delta P={\frac {8\eta L}{\pi R^{4}}}D_{v}}

## Principe
Le principe fondamental est le sens de la grandeur nommée viscosité. Un « fluide » dans un tube de dentifrice est plus visqueux que de l'huile d'olive qui est plus visqueuse que de l'eau. On peut dire « plus » ou « moins » mais en physique, on exprime cela de manière mathématique par des équations avec des quantités comme « viscosité dynamique » que l'on notera ci-dessous avec une seule lettre en grec: η (lettre grecque "Êta"). 
Tout le développement « académique » ci-dessous indiquera que la vitesse d'écoulement au centre est proportionnelle à l'inverse de la viscosité (pour ces cas très simples).
Il faut retenir que la viscosité est une grandeur qui est un produit entre une pression et un temps (le Poiseuille). C'est une grandeur qui associe une grandeur dynamique (le temps, un déplacement) et une pression mécanique (une force appliquée sur une surface, exprimée en pascals, noté Pa ou en newtons par mètre carré noté N m−2).
Un écoulement dépend aussi de la forme (tube, plaque…) et des propriétés de surface comme la rugosité.
Un fluide visqueux newtonien, s'il est en écoulement lent dans un tuyau de petit diamètre ou entre deux plaques proches, est en écoulement de Stokes. En première approximation, si le tuyau est cylindrique ou que les plaques sont parallèles :
- l'écoulement du fluide est partout parallèle aux parois (approximation de lubrification) ;
- le frottement aux parois implique qu'aux échelles macroscopiques, la vitesse du fluide y est nulle (condition de non-glissement) ;
- la pression ne varie pas dans l'épaisseur de l'écoulement (approximation de lubrification).

Ces trois conditions impliquent que l'écoulement s'organise selon un champ de vitesse parabolique : vitesse nulle aux parois et maximale à mi-hauteur.
Ci-dessous, on considère deux problèmes différents qui donnent lieu à un écoulement de Poiseuille :
- l'écoulement dans un tube de section circulaire et de rayon constant {\displaystyle R} ;
- l'écoulement entre deux plaques planes et parallèles, distantes de {\displaystyle h} ; ce calcul permet notamment d'évaluer la force entre deux objets (par exemple deux disques) immergés dans un fluide visqueux et s'approchant à une vitesse donnée.

On notera par ailleurs que :
- un cas particulier qui découle des précédents est celui de l'écoulement visqueux d'une couche mince sur une plaque, tel que la surface supérieure est libre (problème voisin des problèmes en canal découvert). Dans ce cas, le cisaillement est nul à la surface supérieure, et le profil de vitesse est le même que celui obtenu pour un écoulement entre deux plaques, mais en ne considérant que la moitié du profil entre une des plaques, et le milieu. En résumé, Poiseuille avec une plaque, c'est « la moitié de Poiseuille avec deux plaques » ;
- la nature parabolique des vitesses dans l'écoulement de Poiseuille provient du fait qu'on néglige les cisaillements autres que le long du tuyau (ou des plaques). Les couches de fluides sont supposées s'écouler parallèles les unes aux autres dans le tuyau, en sorte que la seule composante de la dérivée de la vitesse est la dérivée de la vitesse longitudinale (parallèle aux parois), prise le long de la section verticale. Cependant, cette approximation de vitesses parallèles à l'axe longitudinal et ne variant que suivant l'axe transversal peut s'étendre au cas d'un solide. Taylor a fait remarquer qu'un solide incompressible, poussé entre deux plaques, satisfait aux mêmes hypothèses que l'écoulement de Poiseuille. Cependant, dans ce cas, ce n'est pas la vitesse qui varie paraboliquement, mais la déformation. Ainsi, un solide poussé dans un tuyau ou entre deux plaques aura un profil de déformation « de Poiseuille », solide, et réversible (élastique).

## Champ de vitesse d'un écoulement de Poiseuille

### Dans un tube
La vitesse est parallèle à l'axe du tube (noté z) : {\displaystyle {\vec {v}}=v{\vec {u}}_{z}}.
L'équation du profil de vitesse est alors donnée par :
{\displaystyle v(r,z,\theta )=v(r)=v_{\rm {max}}\;\left(1-{\frac {r^{2}}{R^{2}}}\right)}
où la vitesse maximale (au centre du tube) est liée au gradient de pression, à la viscosité dynamique et au rayon : 
{\displaystyle v_{\max }={\frac {R^{2}}{2\;\eta }}\;\left|{\frac {{\rm {d}}p}{{\rm {d}}z}}\right|} en deux dimensions et {\displaystyle v_{\max }={\frac {R^{2}}{4\;\eta }}\;\left|{\frac {{\rm {d}}p}{{\rm {d}}z}}\right|} en trois dimensions.

### Entre deux plaques
On suppose que le gradient de pression est orienté selon l'axe x et que la normale aux plaques est orientée selon z, avec les plaques situées en z=0 et z=h.
La vitesse est alors parallèle aux plaques, et plus précisément orientée selon l'axe x : {\displaystyle {\vec {v}}=v{\vec {u}}_{x}}.
L'équation du profil de vitesse est alors donnée par :
{\displaystyle v(x,y,z)=v(z)=v_{\rm {max}}\;\left({\frac {4\,z}{h}}-{\frac {4\,z^{2}}{h^{2}}}\right)}
où la vitesse maximale (au milieu de la couche) est liée au gradient de pression, à la viscosité dynamique et à la distance entre les plaques : 
{\displaystyle v_{\max }=-{\frac {h^{2}}{8\;\eta }}\;{\frac {{\rm {d}}p}{{\rm {d}}x}}.}
On remarque alors que la vitesse maximale positive est atteinte pour un gradient de pression négatif.

### Sources et bibliographie
- G. I. Taylor, Proceedings of the Twelfth International Congress of Applied Mathematics, New York : Springer Verlag, 1969.
- Boudaoud A., Saharaoui C., « Singular thin viscous sheet », Phys. Rev. E., 2001;64:050601(R).
- Académie des Sciences, Comptes rendus hebdomadaires des séances de l'Académie des sciences : Recherches expérimentales sur le mouvement des liquides dans les tubes de très petits diamètres, Paris, Gauthier-Villars, juillet 1840, 795 p. (lire en ligne), p. 961-967, 1041-1048, lire en ligne sur Gallica Poiseuille établit sa fameuse loi, selon laquelle le débit dans de fins tubes capillaires est en puissance quatrième du diamètre du tube.